# Zamárdi
Zamárdi est une ville et une commune du comitat de Somogy en Hongrie.

## Histoire
Le plus grand cimetière avar de Hongrie fut découvert à Zamárdi en 1972.